# Heligmonevra yenpingensis
Heligmonevra yenpingensis là một loài ruồi trong họ Asilidae. Heligmonevra yenpingensis được Bromley miêu tả năm 1928. Loài này phân bố ở miền Ấn Độ - Mã Lai.